# Željana Zovko
Željana Zovko (Mostar, 25 marzo 1970) è una diplomatica e politica bosniaca naturalizzata croata.

## Carriera
Zovko, una croato-bosniaca di Mostar con doppia cittadinanza della Bosnia-Erzegovina e Croazia, ha studiato lingua francese a Londra negli anni '90. Zovko è tornata in Bosnia Erzegovina nel 1999 per lavorare come associato per le relazioni pubbliche e capo dell'ufficio per il membro croato della Presidenza della Bosnia-Erzegovina, Ante Jelavić.
Zovko passa quindi al servizio diplomatico: è nominata ambasciatore residente della Bosnia-Erzegovina in Francia nel 2004-2008 (competente anche per Algeria, Tunisia, Monaco e Andorra, nonché UNESCO), poi ambasciatore in Spagna tra il 2008 e il 2011 (competente anche sul Marocco e l'Organizzazione mondiale del Turismo).
Nel 2012 è tornata alla politica bosniaca, lavorando fino al 2015 come consulente per gli affari esteri per il Presidente del Consiglio dei Ministri della Bosnia-Erzegovina Vjekoslav Bevanda.
Nel maggio 2014 si è presentata alle elezioni del Parlamento europeo nella lista della "coalizione patriottica" legata alla Unione Democratica Croata. Con 2.392 preferenze, non viene eletta.
Da maggio 2015 a ottobre 2016 è stata ambasciatrice della Bosnia-Erzegovina in Italia.
Nel 2016, a seguito delle dimissioni di Andrej Plenković e Davor Ivo Stier (nuovi premier e ministro degli esteri della Croazia) e il rifiuto di Ivan Tepeš di sostituire Stier, Zovko ha preso posto nel Parlamento europeo come parlamentare europeo per la Croazia. Il suo cambio di lealtà - dal servizio diplomatico bosniaco a rappresentante degli elettori croati al Parlamento europeo  - ha sollevato alcune critiche sulla stampa nei due paesi. Zovko è membro della commissione parlamentare per lo sviluppo (DEVE) e della delegazione parlamentare per le relazioni con la Bosnia-Erzegovina e il Kosovo (DSEE).